# سوريون في الأردن
السوريون في الأردن هم جزء من شتات الشعب السوري يعيشون في المملكة الأردنية الهاشمية سواء من المقيمين أو اللاجئين بفعل الحرب الأهلية السورية. بلغ عدد السوريين المُسجلين في الأردن في شهر آب/ أغسطس 2015 حوالي 629,245 نسمة، بينما تشير بعض المصادر إلى أن العدد قد يصل إلى 1,400,000 نسمة وفقًا لتقديرات في نفس الفترة، يشكّل اللاجئون الجزء الأكبر منهم.
تجدر الإشارة إلى أن جزء صغير من الشعب الأردني هو ذو أصول سوريّة، وهم المعروفون في الأردن باسم شوام عمان وعددهم لا يتجاوز 5000 آلاف نسمة، حيث أن العلاقات التجارية وعوامل سياسيّة وجغرافيّة كان لها الآثر الكبير في تثبيت هؤلاء السوريين في العاصمة الأردنية ابتداءًا من القرن التاسع عشر.

## التاريخ

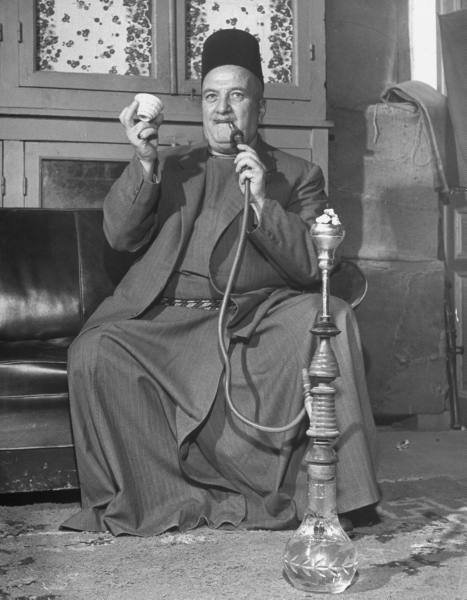
صبري الطباع، أحد أشهر تجار عمّان الشوام خلال الخمسينات.

بدأت الهجرات السوريّة شوام عمان إلى عمّان ومناطق أردنية أخرى قبل تأسيس إمارة شرق الأردن، حيث كانت المنطقة الشمالية من الأردن تتبع ولاية دمشق العثمانية في القرن التاسع عشر، حيث كان الانتقال من دمشق إلى عمّان انتقالا داخليًا وليس هجرة خارجية.
استقبلت عمّان هجرات محدودة مع بدء العمل في الخط الحديدي الحجازي ونشوء محطة عمان عام 1908، أغلبها من الحرفيين والتجار، وكان الشوام من أكثرهم. وفي فترة الانتداب الفرنسي على سوريا أخذ التجار السوريون المتذمرون من حكومة الانتداب يبحثون لهم عن موطئ قدم في هذه السوق الواعدة، حيث بدأ بعضهم يقيم مصالح تجارية في منطقة سيل عمّان التي كانت تعتبر السوق المركزي للإمارة آنذاك. ومع تأسيس المملكة الأردنية الهاشمية واستقلالها عام 1946، نال الشوام المقيمين في الأردن الجنسية الأردنية، وأصبحوا أحد مكونات المجتمع الأردني.

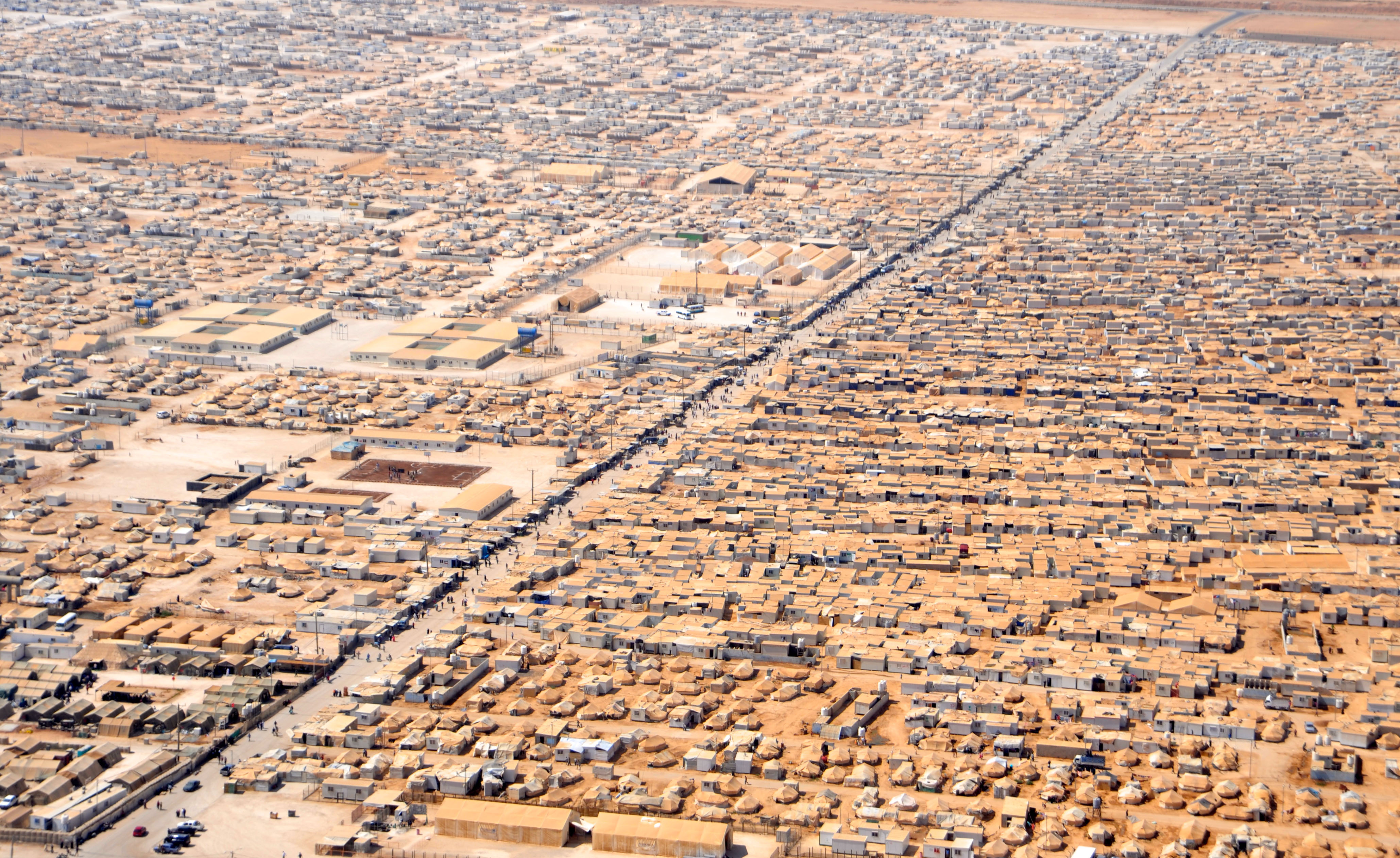
مخيم الزعتري في محافظة المفرق، أكبر مخيمات اللاجئين السوريين في الأردن والعالم.

ومع اتساع النشاط التجاري الشامي في عمّان، أخذ التجار السوريون يتخذون لهم مساكن قريبة من مصالحهم، وكانت منطقة جبل عمان أولى المناطق التي شهدت سكناهم. كما حافظ الشوام على تقاليد الحياة المدينية التي كانوا يعيشونها في دمشق. كما ازداد عدد السوريين في الأردن بشكل لافت في ثمانينات القرن الفائت، وتحديدًا بعد أحداث حماة عام 1982 على شكل لاجئين. وأخذت أعدادهم بالازدياد بعد تلك الفترة، خاصة بعد الأزمة السورية عام 2011، كما لجأ الآلاف منهم إلى مخيمات اللاجئين. ويُعد اليوم مخيم الزعتري في شمال الأردن أكبر تلك المخيمات على الإطلاق.

## أبرز الشخصيات
- الأميرة نور الحسين، زوجة ملك الأردن السابقة الحسين بن طلال.
- الأميرة عالية الطباع, زوجة الأمير فيصل بن الحسين السابقة.[4]
- علي رضا الركابي، شغل منصب رئيس وزراء إمارة الأردن.
- حسن أبو الهدى، شغل منصب رئيس وزراء الأردن مرتين، ومنصب وزير المالية.
- مظهر رسلان، شغل منصب رئيس وزراء الأردن.[5]
- عمر الرزاز، شغل منصب رئيس مجلس الوزراء ووزير الدفاع في الأردن، ووزير التعليم.[6]
- فوزي الملقي، سياسي شغل عدة مناصب منها رئيس وزراء الأردن.[7]
- هاني الملقي، رئيس وزراء الأردن سابقًا.[8]

## وصلات خارجية
- الأردن يكافح مع تدفق اللاجئين السوريين | PBS News